# Теребля (річка)
Тере́бля — річка в Україні, у межах Міжгірського, Хустського і Тячівського районів Закарпатської області, права притока Тиси (басейн Дунаю).

## Характеристика
Довжина 91 км. Площа водозбірного басейну 750 км². Похил річки 9,3 м/км. Долина V-подібна, завширшки від 10 до 850 м. У верхів'ї і середній течії перетинає Горгани (Внутрішні Горгани) і протікає глибокою (до 350 м) долиною. Нижче за течією долина трапецієподібна, завширшки до 3,5 км, виходить на Верхньотисинську улоговину. Заплава завширшки до 60 м. Річище звивисте, порожисте у верхів'ї і середній течії, завширшки 15—20 м. Весняна повінь і паводки протягом року. У басейні річки є мінеральні джерела, зокрема поблизу села Тереблі. У річку має стік озеро Синевир.

## Розташування
Теребля бере початок у місці злиття потоків Розтока і Слобода, у межах гірського масиву Внутрішні Горгани. Тече з півночі на південь, у пониззі на південний захід. Впадає до Тиси біля південної околиці смт Буштино.

## Використання
Використовується на водопостачання, рибництва, потреби гідроенергетики. На річці створене Вільшанське водосховище. Частина води з водосховища тунелем завдовжки 3,6 км через хребет Бовцарський Верх подається в річку Ріка, на якій збудовано Теребле-Ріцьку гідроелектростанцію. Колись у верхів'ї Тереблі були споруджені руслові водосховища.

## Притоки
Праві: Слобода, Красний, Студений, Толчка, Дубрава, Становець, Млиновиця.
Ліві: Розтоки, Озерянка, Менчиловський, Ясеновець, Негровець, Герсовець, Сухар, Вільшанка, Бистрий, Глисна, Монастир, Уголька.
- Новоселиця - потік у Синевирській сільській громаді. Бере  початок на південному схилі гірської вершини Менчелик (1382,0 м)Тече переважно на південний схід і у селі Синевирська Поляна впадає у річку Тереблю.[2].

## Населені пункти
Над річкою розташовані такі села та селища (від витоків до гирла): Синевирська Поляна, Синевир, Негровець, Колочава, Мерешор, Вільшани, Забрідь, Становець, Драгово, Чумальово, Кричово, Колодне, Дулово, Угля, Теребля, Вонігове, Руське Поле, Буштино.

## Див. також

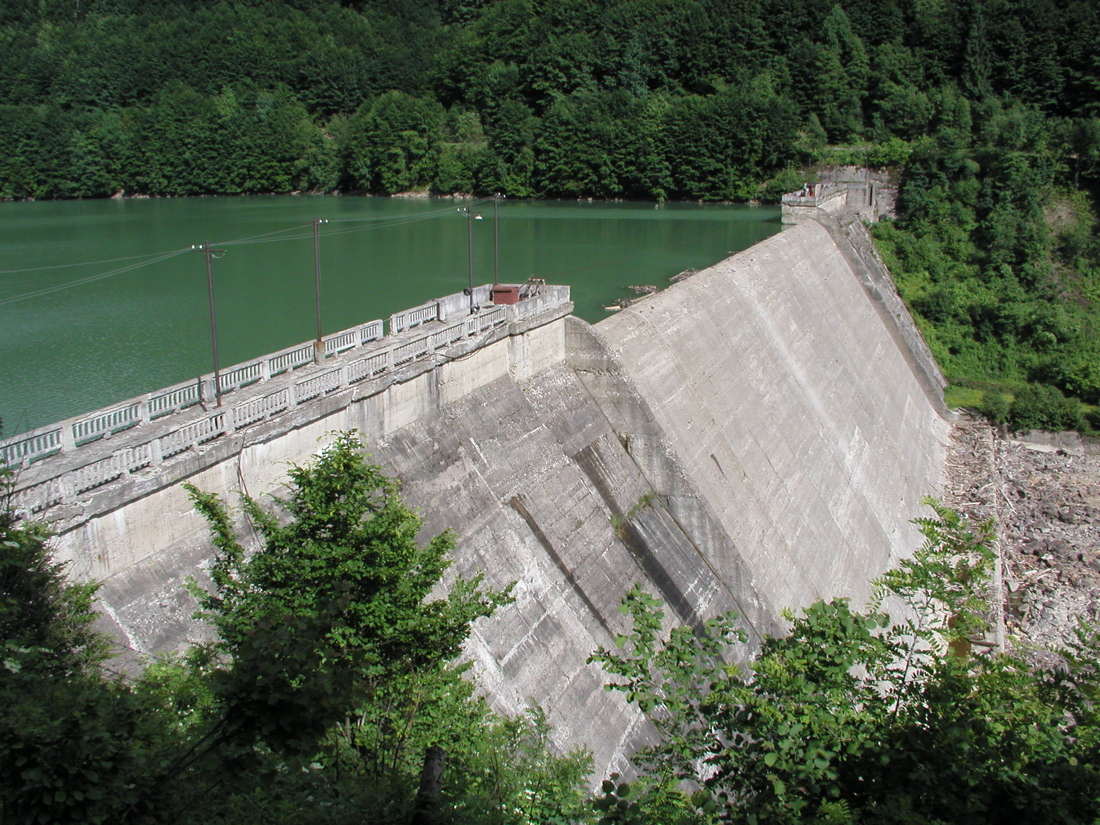
Водосховище на Тереблі